# Lijst van afleveringen van Overspel
Dit is een lijst van afleveringen van de Nederlandse televisieserie Overspel. De serie telt 3 seizoenen en 32 afleveringen. De laatste aflevering werd uitgezonden op 19 november 2015.

## Overzicht
| Seizoen | Aantal afleveringen | Uitgezonden                         |  |
| ------- | ------------------- | ----------------------------------- |  |
| 1       | 12                  | 8 september 2011 – 17 november 2011 |  |
| 2       | 10                  | 26 oktober 2013 – 28 december 2013  |  |
| 3       | 10                  | 3 september 2015 – 5 november 2015  |  |

## Afleveringen

### Seizoen 1 (2011)
| Afl. | Nr.  | Titel               | Regisseur       | Scenario       | Datum             | Kijkcijfers |
| --- | ---- | ------------------- | --------------- | -------------- | ----------------- | ----------- |
| 1 | 1.01 | Mooie foto's        | Frank Ketelaar  | Frank Ketelaar | 8 september 2011  | 1.004.000   |
| Iris Hoegaarde als fotografe ontmoet advocaat Willem Steenhouwer op een bijzondere plek. Hoewel ze allebei getrouwd zijn en kinderen hebben, raken de twee allebei smoorverliefd op elkaar en maken een geheime afspraak. Björn Couwenberg de zoon van Huub Couwenberg is betrokken bij de dood van zijn oom en weet in paniek niet wat hij moet doen. Zelf denkt hij dat hij zijn oom heeft vermoord. Hij wordt verhoord door de recherche en verzint ter plekke dat hij in een bordeel was. |      |                     |                 |                |                   |             |
| 2 | 1.02 | Kapot goed          | Frank Ketelaar  | Frank Ketelaar | 8 september 2011  | 1.004.000   |
| Iris Hoegaarde als fotografe ontmoet advocaat Willem Steenhouwer op een bijzondere plek. Hoewel ze allebei getrouwd zijn en kinderen hebben, raken de twee allebei smoorverliefd op elkaar en maken een geheime afspraak. Björn Couwenberg de zoon van Huub Couwenberg is betrokken bij de dood van zijn oom en weet in paniek niet wat hij moet doen. Zelf denkt hij dat hij zijn oom heeft vermoord en wordt verhoord door de recherche en verzint ter plekke dat hij in een bordeel was.   |      |                     |                 |                |                   |             |
| 3 | 1.03 | Terug naar de brug  | Arno Dierickx   | Frank Ketelaar | 15 september 2011 | 782.000     |
| Iris en Willem komen steeds meer dichterbij waardoor ze een affaire met elkaar krijgen. Ondertussen is Pepijn van Erkel, getrouwd met Iris met een zaak bezig tegen de client van Willem. De politie zoekt getuige van het ongeluk tussen Louise Karelse en Björn Couwenberg en gelooft niet dat Björn die avond in een bordeel was maar op de brug. |      |                     |                 |                |                   |             |
| 4 | 1.04 | De geheime vriendin | Arno Dierickx   | Frank Ketelaar | 22 september 2011 | 849.000     |
| Terwijl Iris en Willem weer een geheime afspraak hebben, heeft Iris er geen rekening mee gehouden dat ze wordt achtervolgd door haar man Pepijn. Recht voor zijn ogen ziet hij dat Iris en Willem samen een hotel binnen lopen. Het alibi van Björn Couwenberg loopt nogal volledig in gevaar als een prostituee steeds meer geld vraagt aan hem om het verhaal van hem vol te houden. |      |                     |                 |                |                   |             |
| 5 | 1.05 | Bonus               | Dana Nechushtan | Frank Ketelaar | 29 september 2011 | 791.000     |
| Pepijn kan het niet meer langer voor zich houden en confronteert Iris met het feit dat hij weet van haar overspel. Zelfs op het werk loopt Pepijn hiermee nogal akelig rond en hij kan zich niet concentreren op zijn werk. Björn moet een oplossing verzinnen zodat de prostituee haar verhaal langer blijft volhouden bij de politie. |      |                     |                 |                |                   |             |
| 6 | 1.06 | De beslissing       | Dana Nechushtan | Frank Ketelaar | 6 oktober 2011    | 871.000     |
| Op de avond van de moord op de prostituee heeft de politie aanwijzingen dat Björn Couwenberg hierbij betrokken is. De thuissituatie tussen Iris en Pepijn loopt nogal uit de hand als ze onenigheid krijgen over hun zoontje Menno. Ook de vrouw van Willem krijgt een anoniem berichtje dat haar man vreemdgaat. |      |                     |                 |                |                   |             |
| 7 | 1.07 | Sterf!              | Arno Dierickx   | Frank Ketelaar | 13 oktober 2011   | 944.000     |
| Ondertussen weet de hele familie Couwenberg dat advocaat Willem Steenhouwer een affaire heeft met Iris Hoegaarde. De moord van prostituee Mireille wordt door de recherche in de schoenen van Björn Couwenberg geschoven, en deze wordt onder dwang verhoord. Huub Couwenberg, de opa van Marco heeft een opdracht voor hem. Pepijn laat het er niet bij zitten dat zijn vrouw vreemdgaat en wil Menno voor zich alleen.                                                                      |      |                     |                 |                |                   |             |
| 8 | 1.08 | De deal             | Arno Dierickx   | Frank Ketelaar | 20 oktober 2011   | 790.000     |
| Elsie wil niet langer samen wonen met een vreemdganger en wordt Willem door haar uit huis gegooid. Willem wil hierdoor niet meer langer advocaat zijn van de familie Couwenberg en wil ontslag nemen. Björn wordt nog steeds vastgehouden en wordt steeds harder onder druk gezet door de recherche. Marco voert de opdracht van zijn opa uit. |      |                     |                 |                |                   |             |
| 9 | 1.09 | Foute boel          | Dana Nechushtan | Frank Ketelaar | 27 oktober 2011   | 879.000     |
| Björn denkt dat hij de gevangenis in gaat voor de moord op zijn oom Louis maar dat laat zijn vader Huub niet zomaar gebeuren. Marit krijgt allemaal smoezen te horen van haar familie en blijft daar niet meer in trappen en neemt haar eigen beslissingen. Nadat Marco de opdracht heeft uitgevoerd, krijgt hij een groot conflict in het kraakpand. |      |                     |                 |                |                   |             |
| 10 | 1.10 | Knippen en snijden  | Dana Nechushtan | Frank Ketelaar | 3 november 2011   | 857.000     |
| Willem zit tot over zijn nek in het criminele milieu en kan geen kant meer op en Iris neemt een beslissing. Na het gevecht in het kraakpand, belandt Marco in het ziekenhuis. Pepijn onderhandelt met de familie Couwenberg om Björn uit de gevangenis te redden en zet hierbij zijn baan op het spel. |      |                     |                 |                |                   |             |
| 11 | 1.11 | Moord               | Frank Ketelaar  | Frank Ketelaar | 10 november 2011  | 947.000     |
| Voor de tweede keer proberen Iris en Pepijn weer een gezin te vormen door een nieuwe start te maken. Iris krijgt daarna bericht te horen dat Willem wordt verdacht wegens moord. Hierop wil Iris antwoorden krijgen en besluit langs de familie Couwenberg te gaan. Door de ruzie thuis wil Marit haar eigen kant op gaan en keert zich tegen haar familie. |      |                     |                 |                |                   |             |
| 12 | 1.12 | Morgen              | Frank Ketelaar  | Frank Ketelaar | 17 november 2011  | 1.018.000   |
| De gehele tijd is Pepijn bezig geweest om Willem aan te klagen voor moord en krijgt hierbij zijn wraak. Tijdens de zitting is er een vermoeden dat er een wapen is binnengesmokkeld en houdt Elsie een vuurwapen gericht op Iris Hoegaarde wanneer zij aan het woord is tegenover de rechter. |      |                     |                 |                |                   |             |

### Seizoen 2 (2013)
| Afl. | Nr.  | Titel                       | Regisseur           | Scenario       | Datum            | Kijkcijfers |
| --- | ---- | --------------------------- | ------------------- | -------------- | ---------------- | ----------- |
| 1 | 2.01 | Treintickets                | Frank Ketelaar      | Frank Ketelaar | 26 oktober 2013  | 882.000     |
| Na het gevolg van de schietpartij geraakt Elsie in gevangenis en ziet het daar niet meer zitten. Iris en Pepijn krijgen weer een conflict over de omgangsregeling van hun zoon Menno. Nadat Iris en Willem hebben afgesproken op het station komt Willem niet opdagen doordat hij is ontvoerd. Marit vindt op tafel een briefje van haar vader. |      |                             |                     |                |                  |             |
| 2 | 2.02 | Bijzondere omstandigheden   | Frank Ketelaar      | Frank Ketelaar | 2 november 2013  | 1.137.000   |
| Nadat Marit het briefje heeft gelezen, wil ze dit melden aan de politie en besluiten ze voorlopig niets te doen. Elsie probeert strafonderbreking aan te vragen, zodat ze er voor haar kinderen kan zijn zolang Willem onvindbaar is. Ook Pepijn wil zich bezighouden met de verdwijning van advocaat Willem Steenhouwer.                       |      |                             |                     |                |                  |             |
| 3 | 2.03 | Dertig dagen                | Albert Jan van Rees | Frank Ketelaar | 9 november 2013  | 902.000     |
| Huub wil niet langer dat zijn zoon Björn thuis zit te gamen en hij zoekt werk voor hem. Hij mag voor een onderzoeksjournalist werken door zijn chauffeur te zijn. Huub krijgt een conflict met wethouder Royackers over de verlening van het proces. De recherche zet een onderzoek in om Willem te vinden.                                     |      |                             |                     |                |                  |             |
| 4 | 2.04 | Briljant en wraakzuchtig    | Albert Jan van Rees | Frank Ketelaar | 16 november 2013 | 985.000     |
| Elsie krijgt via haar mail een bericht van Willem. Ondanks de vermissing van Willem moeten de twee kinderen Marco en Marit alsnog examen doen en zijn er totaal niet bij met hun hoofden. Pepijn biedt de kans om Iris te helpen. De recherche onderzoekt enkele verdachten en klopt als eerste aan bij Huub Couwenberg.                        |      |                             |                     |                |                  |             |
| 5 | 2.05 | Geen risico                 | Frank Ketelaar      | Frank Ketelaar | 23 november 2013 | 977.000     |
| Naast het onderzoek van de recherche doet Pepijn zelf een onderzoek naar de vermissing van Willem. Voor de tweede keer krijgt Elsie een mail binnen van Willem en wordt hierbij bedreigd met liquidatie als ze niet doen wat er gevraagd wordt. Couwenberg moet nogal goed nadenken wat hij van plan is.                                        |      |                             |                     |                |                  |             |
| 6 | 2.06 | Allemaal oplichters         | Frank Ketelaar      | Frank Ketelaar | 30 november 2013 | 992.000     |
| Op de plek van de losgeldoverdracht wordt een enorme noodlottige fout gemaakt. De 48 uur wanneer Willem Steenhouwer zou worden vrijgelaten is hierbij verstreken. De politie denkt dat alles nu voor niets is geweest en vreest het ergste rondom Willem Steenhouwer. Pepijn ziet mogelijkheden de gang van zaken nogal te beïnvloeden.         |      |                             |                     |                |                  |             |
| 7 | 2.07 | Een verschrikkelijk gezicht | Albert Jan van Rees | Frank Ketelaar | 7 december 2013  | 927.000     |
| De recherche en Elsie krijgen verschrikkelijk nieuws te horen over Willem en krijgen gruwelijke foto's toegestuurd. De liefde tussen Pepijn en Iris bloeit opnieuw op. Meteen opnieuw vindt de recherche een verdachte en zet diegene onder druk.                                                                                               |      |                             |                     |                |                  |             |
| 8 | 2.08 | Doder dan dood              | Albert Jan van Rees | Frank Ketelaar | 14 december 2013 | 924.000     |
| Iris blijft twijfelen of Willem wel echt dood is. Ze probeert in contact te komen met haar vijand Elsie en haar een aantal vragen te stellen. Huub Couwenberg krijgt telkens dreig sms'jes en raakt hier wanhopig van. Nadat de recherche een nieuwe hoofdverdachte heeft gevonden, raakt diegene in coma.                                      |      |                             |                     |                |                  |             |
| 9 | 2.09 | De Duitser                  | Frank Ketelaar      | Frank Ketelaar | 21 december 2013 | 913.000     |
| Als Elsie aanwijzingen krijgt, wordt ze woedend op haar vader Huub en stelt hem ingewikkelde vragen omtrent Steenhouwer. Iris probeert mensen ervan te overtuigen dat ze de waarheid spreekt, maar niemand wil daar iets van weten. Marco komt erachter dat zijn opa op zijn laptop een raar filmpje heeft staan.                               |      |                             |                     |                |                  |             |
| 10 | 2.10 | Déjà vu                     | Frank Ketelaar      | Frank Ketelaar | 28 december 2013 | 963.000     |
| De recherche komt erachter dat er een lijk ligt in de Ardennen en gaat er meteen op af. Elsie probeert een deal te sluiten. Huub Couwenberg heeft geen keuze meer en moet ingaan op de dreig-sms'jes van de anonieme gebruiker. Iris en Pepijn groeien nogmaals naar elkaar toe, maar dat is niet voor lang.                                    |      |                             |                     |                |                  |             |

### Seizoen 3 (2015)
| Afl. | Nr.  | Titel                        | Regisseur           | Scenario       | Datum             | Kijkcijfers |
| --- | ---- | ---------------------------- | ------------------- | -------------- | ----------------- | ----------- |
| 1 | 3.01 | Een sterke zaak              | Frank Ketelaar      | Frank Ketelaar | 10 september 2015 | 1.180.000   |
| De grote dag is aangebroken voor Willem en Iris, ze gaan dan eindelijk trouwen! Willem krijgt te maken met Anna Eckhardt, die bezig is om Couwenberg voorgoed achter de tralies te krijgen. Elsie meldt aan haar vader dat haar broertje Björn gaat trouwen met prostituee Wendy. |      |                              |                     |                |                   |             |
| 2 | 3.02 | Case closed                  | Albert Jan van Rees | Frank Ketelaar | 17 september 2015 | 782.000     |
| Anna Eckhardt wil Willem meesleuren om een plan voor te bereiden om definitief Huub Couwenberg achter de tralies te krijgen. Nadat Iris merkt dat Willem de helft van de dag niet thuis is, stelt Iris vragen aan hem en moet hij bekennen dat hij een plan voert om Couwenberg voorgoed achter slot en grendel te krijgen. Pepijn krijgt opdracht van Couwenberg om onderzoek te doen naar Wendy alias Marianne Niekerk. |      |                              |                     |                |                   |             |
| 3 | 3.03 | De grootst mogelijke ellende | Albert Jan van Rees | Frank Ketelaar | 24 september 2015 | 932.000     |
| Willem en Anna gaan het spoor terug, op zoek naar de rol van Couwenberg in de dood van projectontwikkelaar Macrander. Iris kan daar niet mee leven. Elsie wil dolgraag een restaurant overnemen. Hacker Alex probeert Marit tot een afspraakje te verleiden. |      |                              |                     |                |                   |             |
| 4 | 3.04 | Panama                       | Albert Jan van Rees | Frank Ketelaar | 1 oktober 2015    | 702.000     |
| Iris en Willem spreken niet meer met elkaar. De situatie tussen hen wordt onhoudbaar. Pepijn – met een dubbele agenda – en Couwenberg doen Elsie een bizar voorstel. Marit krijgt last van haar geweten en spreekt nog één keer af met Alex met verstrekkende gevolgen. |      |                              |                     |                |                   |             |
| 5 | 3.05 | Gelieg en bedrieg            | Bram Schouw         | Frank Ketelaa  | 8 oktober 2015    | 942.000     |
| Willem is weg bij Iris en woont voorlopig in een hotel. Couwenberg komt vrij en maakt ruzie met Björn over Wendy. Pepijn bereidt een grote slag voor bij notaris Benny om in één klap de hele familie Couwenberg te grazen te nemen. Marit wordt gestalkt door Alex. |      |                              |                     |                |                   |             |
| 6 | 3.06 | Een heterdaadje              | Bram Schouw         | Frank Ketelaar | 22 oktober 2015   |             |
| Menno ligt in kritieke toestand in het ziekenhuis. Pepijn, Couwenberg en Elsie zullen gaan tekenen bij de notaris, terwijl de politie in de aanslag ligt. Maar dan gebeurt er iets verrassends. Reinier ontdekt dat Marit zich vreemd gedraagt. |      |                              |                     |                |                   |             |
| 7 | 3.07 | USB                          | Albert Jan van Rees | Frank Ketelaar | 29 oktober 2015   |             |
| Pepijn is wanhopig en vraagt het OM om een laatste kans. Björn kan niet begrijpen dat Wendy hem in de steek heeft gelaten. Couwenberg vraagt zich af wie hem verraden heeft. Iris en Willem vinden onafhankelijk van elkaar iets uit over Anna's verleden. |      |                              |                     |                |                   |             |
| 8 | 3.08 | Net als vroeger              | Albert Jan van Rees | Frank Ketelaar | 5 november 2015   |             |
| Iris en Menno krijgen de ergst mogelijke boodschap. Alex laat Marit niet met rust. Willem komt achter de waarheid over Macrander, maar die zit heel anders in elkaar dan hij dacht. |      |                              |                     |                |                   |             |
| 9 | 3.09 | Schuld                       | Albert Jan van Rees | Frank Ketelaar | 12 november 2015  |             |
| Iris moet zich noodgedwongen over de nalatenschap van Pepijn buigen. Zowel Willem als Couwenberg krijgen post van Justitie en lopen het risico op forse veroordelingen. Marit zoekt hulp om van Alex af te komen. |      |                              |                     |                |                   |             |
| 10 | 3.10 | Een dure prijs               | Frank Ketelaar      | Frank Ketelaar | 19 november 2015  |             |
| Couwenberg is verdwenen. Elsie probeert hem met behulp van Marco af te zetten als directeur. Anna zal tegen Willem getuigen. Iris besluit om zonder hem te vertrekken. Terwijl zij de schrik van haar leven krijgt, dreigt Willem de duurste prijs te moeten betalen. |      |                              |                     |                |                   |             |